# Buluh
Buluh is een bestuurslaag in het regentschap Bangkalan van de provincie Oost-Java, Indonesië. Buluh telt 3790 inwoners (volkstelling 2010).